# SK Tskhinvali Tbilisi
El SK Tskhinvali Tbilisi és un club de futbol georgià de la ciutat de Tbilisi.

## Història
El club va ser fundat l'any 1936 amb el nom de FC Tskhinvali a la ciutat de Gori. Després de la desaparició l'estiu del 2006, fou refundat el 2007 a Tbilisi amb el nom de Spartaki Tskhinvali. El 2015 esdevé FC Tskhinvali.
La temporada 2005-06, el FC Tskhinvali jugava a l'estadi Temur Burjanadze de Gori.